# Scorpiops tenuicauda
Espèce
Synonymes
- Neoscorpiops tenuicauda (Pocock, 1894)

Scorpiops tenuicauda est une espèce de scorpions de la famille des Scorpiopidae.

## Distribution
Cette espèce est endémique du Maharashtra en Inde. Elle se rencontre vers Matheran.

## Description
Le mâle syntype mesure 38 mm et la femelle syntype 36 mm.

## Systématique et taxinomie
Cette espèce a été décrite sous le protonyme Scorpiops tenuicauda par Pocock en 1894. Elle est considérée comme une sous-espèce de Scorpiops montanus par Pocock en 1900. Elle est élevée au rang d'espèce par Vachon en 1980. Elle est placée dans le genre Neoscorpiops par Kovařík en 1998. Elle est replacée dans le genre Scorpiops par Kovařík, Lowe, Stockmann et Šťáhlavský en 2020.

## Publication originale
- Pocock, 1894 : « A small contribution to our knowledge of the scorpions of India. » Annals and Magazine of Natural History, sér. 6, vol. 13, p. 72-84 (texte intégral).